# Chionaspis acuta
Chionaspis acuta är en insektsart som beskrevs av Danzig 1976. Chionaspis acuta ingår i släktet Chionaspis och familjen pansarsköldlöss. Inga underarter finns listade i Catalogue of Life.